# Helsingborgs och Ängelholms valkrets
Helsingborgs och Ängelholms valkrets var vid riksdagsvalen till andra kammaren 1866–1875 en egen valkrets med ett mandat. Valkretsen, som omfattade städerna Helsingborg och Ängelholm men inte den omgivande landsbygden, avskaffades i valet 1878 då Helsingborg bildade Helsingborgs valkrets medan Ängelholm fördes till Halmstads och Ängelholms valkrets.

## Riksdagsmän
- Fritz Rooth, min (1867–1868)
- Petter Olsson, lmp (1869)
- Holjer Witt (1870–1871)
- Petter Olsson, lmp (1872–1877)
- Osvald Toll (1878)